# Kornewo
Kornewo (russisch Корнево, deutsch Zinten, polnisch Cynty, litauisch Cintai) ist eine Siedlung in der russischen Oblast Kaliningrad. Sie gehört zur kommunalen Selbstverwaltungseinheit Stadtkreis Bagrationowsk im Rajon Bagrationowsk.

## Geographische Lage

Zinten, südwestlich von Königsberg und östlich von Heiligenbeil, auf einer Landkarte von 1910

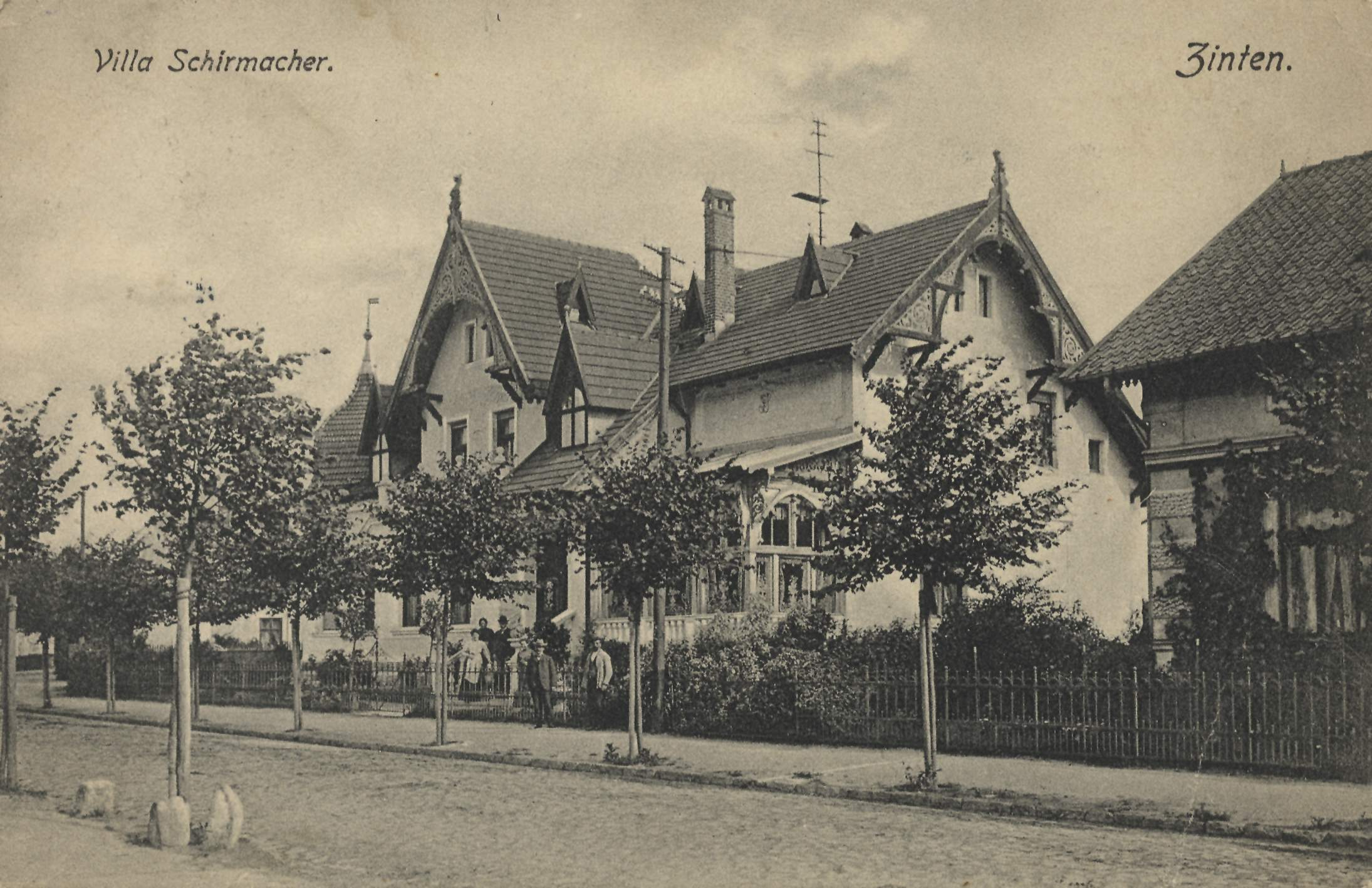
Alt-Zinten: Villa Schirmacher

Die Ortschaft liegt in der historischen Region Ostpreußen, östlich des Frischen Haffs, links der Stradik, etwa 23 km östlich von Mamonowo (Heiligenbeil) und 35 km südwestlich von Kaliningrad (Königsberg).
|  |

## Geschichte

### Mittelalter und Frühe Neuzeit
Das Kirchdorf Zinten (prußisch sinds: Hartriegel-Strauch; sindats: sitzen, siedeln) erhielt 1313 die Stadtrechte nach Kulmer Recht. Ursprünglich gehörte der Ort zum Ermland, blieb aber bei der Teilung 1466 nach dem Zweiten Thorner Frieden ebenso wie Heiligenbeil beim restlichen Ordensstaat und wird seither zur Landschaft Natangen gerechnet.
Die Stadt war planmäßig mit einem regelmäßigen Straßennetz angelegt worden. Das Rathaus stand mitten auf dem Marktplatz. Auf einer Anhöhe stand die Kirche, welche 1741 neu gebaut wurde. Zinten gehörte zum Landkreis Heiligenbeil. Das Stadtwappen zeigt zwei sich kreuzende silberne Türme, über denen in blauem Feld ein goldener Stierkopf schwebt.
Da es in der Zeit bis 1773 im katholischen Ermland für Protestanten nicht erlaubt war, sich länger als ein Jahr dort aufzuhalten, umgingen viele evangelische Ermländer diese Regel, indem sie sich für einen Tag im nahe gelegenen Zinten niederließen. Dies brachte der Stadt den noch im 20. Jahrhundert geläufigen Scherznamen „Ausland“ ein.

### 19. und 20. Jahrhundert bis zur Flucht und Vertreibung der deutschen Bewohner
Bis zum Zweiten Weltkrieg wuchs die Stadt auf fast 6000 Einwohner heran. Sie war seit 1938 Garnisonsstadt (I. Abt. Panzerregiment 10 in der Seydlitz-Kaserne) und von vielseitigen mittelständischen Betrieben geprägt. In Zinten gab es unter anderem seit 1879 das Amtsgericht Zinten, einen Bahnhof (1885), Pferderennplatz (1936), Waldbad (1932), Stadtpark (1932), Ski-Schanzen (1936), Turnhalle (1929), Jugendherberge (1934) und diverse Vereine.
Während des Zweiten Weltkriegs wechselte Zinten während der Kesselschlacht von Heiligenbeil im Februar 1945, bei der die 4. Armee der deutschen Wehrmacht zerschlagen wurde, mehrmals den Besitzer und wurde ebenso wie die benachbarte Kreisstadt im stärksten Ausmaß zerstört. Die Altstadt wurde nicht wieder aufgebaut, von der Kirche steht nur noch ein Turmfragment. Das Straßennetz ist kaum noch erkennbar.
Nach der Eroberung durch die Rote Armee stand Zinten zusammen mit der ganzen nördlichen Hälfte Ostpreußens bis zum 7. April 1946 unter sowjetischer Militärverwaltung und wurde dann der Zivilverwaltung der Sowjetunion überlassen. Bis 1948 war die vollständige Flucht und Vertreibung der Einwohner Zintens abgeschlossen, und seine zögernde Besiedlung mit Russen hatte begonnen.

### Kornewski selski Sowet/okrug 1947–2008
Das nun in Kornewo umbenannte Zinten wurde im Juni 1947 der Sitz des Dorfsowjets Kornewski selski Sowet (russisch Корневский сельский Совет) in der Russischen Sozialistischen Föderativen Sowjetrepublik (RSFSR). Der Dorfsowjet bestand bis 2008. Bis zum Jahr 1962 lag er im Rajon Laduschkin. Nach dessen Auflösung gelangte der Dorfsowjet in den Rajon Bagrationowsk.
Durch seine Lage nahe der Grenze zur polnischen Woiwodschaft Ermland-Masuren und abseits bedeutender Verkehrsverbindungen waren die Entwicklungschancen des Ortes seit 1945 gering. Er Zinten/Kornewo verlor seine Stadtrechte und ist heute nur noch eine bescheidene Siedlung.
| Ortsname                                  | Name bis 1947/50                      | Bemerkungen |
| ----------------------------------------- | ------------------------------------- | --- |
| Alexandrowskoje (Александровское)         | Bomben und Robitten                   | Der Ort wurde im Jahr 1947 umbenannt und gehörte zunächst zum Dorfsowjet Oktjabrski (Moritten). Seit 1954 gehörte er vermutlich zum Dorfsowjet Tschapajewski und seit 1963 (?) zum Dorfsowjet Kornewski. Der Ort wurde vor 1988 verlassen. |
| Donskoje (Донское)                        | Dothen, Adlig Gedau und Schwengels    | Der Ort wurde im Jahr 1947 umbenannt und gehörte zunächst zum Dorfsowjet Oktjabrski. Seit 1954 gehörte er vermutlich zum Dorfsowjet Tschapajewski und seit 1963 (?) zum Dorfsowjet Kornewski. Der Ort wurde vor 1975 verlassen.            |
| Kornewo (Корнево)                         | Zinten                                | Verwaltungssitz |
| Kossatuchino (Косатухино)                 | Barsen                                | Der Ort wurde 1950 umbenannt und gehörte zunächst zum Dorfsowjet Zwetkowski im Rajon Kaliningrad. Seit 1959 (?) im Dorfsowjet Kornewski.                                                                                                   |
| Lesnaja (Лесная)                          | Hollstädt                             | Der Ort wurde 1950 umbenannt und vor 1975 verlassen. |
| Lesnoi (Лесной)                           | Wangnicken                            | Der Zeitpunkt der Umbenennung und die anfängliche Einordnung in einen Dorfsowjet ist unbekannt. Der Ort wurde vermutlich vor 1975 an den Ort Medowoje angeschlossen                                                                        |
| Medowoje (Медовое)                        | Sollnicken, Tykrigehnen und Globuhnen | Der Ort wurde 1950 umbenannt und gehörte zunächst zum Dorfsowjet Zwetkowski im Rajon Kaliningrad. Seit 1959 (?) im Dorfsowjet Kornewski. - Der Teilort Globunen war vor 1975 verlassen                                                     |
| Michailowskoje (Михайловское)             | Maraunen und Nonnenhausen             | Der Ort wurde im Jahr 1947 umbenannt und gehörte zunächst zum Dorfsowjet Oktjabrski. Seit 1954 gehörte er vermutlich zum Dorfsowjet Tschapajewski und seit 1963 (?) zum Dorfsowjet Kornewski. Der Ort wurde vor 1988 verlassen.            |
| Mitschurino (Мичурино)                    | Klaussitten und Korschellen           | Der Ort wurde 1950 umbenannt und vor 1975 verlassen. |
| Nischneje (Нижнее), ab 1993: Kossatuchino | Sollecken                             | Der Ort wurde 1950 umbenannt und gehörte zunächst zum Dorfsowjet Zwetkowski im Rajon Kaliningrad. Seit 1959 (?) im Dorfsowjet Kornewski gelegen, wurde er vor 1975 an den Ort Kossatuchino angeschlossen.                                  |
| Ochotnoje (Охотное)                       | Bombitten                             | Der Ort wurde im Jahr 1950 umbenannt und gehörte zunächst zum Dorfsowjet Oktjabrski. Seit 1954 gehörte er vermutlich zum Dorfsowjet Tschapajewski und seit 1963 (?) zum Dorfsowjet Kornewski. Der Ort wurde vor 1975 verlassen.            |
| Usornoje (Узорное)                        | Jäcknitz                              | Der Ort wurde 1950 umbenannt und vor 1975 verlassen. |

Die vier im Jahr 1950 umbenannten Orte Poretschje (Ober/Unter Ecker), Priwolnoje (Plössen), Puschkino (Wesselshöfen) und Skworzowo (Dösen) wurden zunächst in den Kornewski selski Sowet eingeordnet. Bis 1975 kamen sie zum Pogranitschny selski Sowet. Auf Karten der 1970er und 1980er Jahre sind auch die beiden weiteren Orte Kuyschen (1938 bis 1945 Kuschen) und Sand eingezeichnet. In amtlichen Verzeichnissen sind sie bisher nicht nachgewiesen worden.
Im Jahr 2008 wurden die verbliebenen drei Orte Kornewo, Kossatuchino und Medowoje in die neu gebildete Landgemeinde Pogranitschnoje selskoje posselenije eingegliedert, zu dem sie bis 2016 gehörten. Seither gehört Kornewo zum Stadtkreis Bagrationowsk.

### Demographie
| Jahr | Einwohner | Anmerkungen                                                                                    |
| ---- | --------- | ---------------------------------------------------------------------------------------------- |
| 1802 | 1441      | [ 3 ]                                                                                          |
| 1810 | 1224      | [ 3 ]                                                                                          |
| 1816 | 1587      | davon 1505 Evangelische, zwölf Katholiken und 70 Juden                                         |
| 1821 | 1746      | [ 3 ]                                                                                          |
| 1831 | 2069      | [ 4 ]                                                                                          |
| 1858 | 2972      | davon 2.903 Evangelische, acht Katholiken, zwei sonstige Christen, einer Mennonit und 58 Juden |
| 1864 | 3349      | am 3. Dezember                                                                                 |
| 1875 | 3201      | [ 7 ]                                                                                          |
| 1880 | 3226      | [ 7 ]                                                                                          |
| 1890 | 3360      | davon 58 Katholiken und 55 Juden                                                               |
| 1910 | 3382      |                                                                                                |
| 1933 | 3955      | [ 7 ]                                                                                          |
| 1939 | 5801      | [ 7 ]                                                                                          |

seit 1945
| Jahr | Einwohner | Anmerkungen |
| ---- | --------- | ----------- |
| 2002 | 1870      | [ 8 ]       |
| 2010 | 1912      | [ 8 ]       |

## Religion

### Christentum

#### Evangelische Kirche

##### Kirchengebäude
Die erste Kirche in Zinten wurde auf der einst höchsten Erhebung des Ortes an der Stadtgrenze vermutlich schon 1313 gegründet. Nach einem heftigen Stadtbrand im Jahre 1716 erfolgte ein Neubau, der 1741 eingeweiht wurde: ein rechteckiger verputzter Backsteinbau mit Westturm. 1801, 1902 und 1930 wurden umfangreiche Renovierungsmaßnahmen durchgeführt.
Der Kircheninnenraum war mit einer gewölbten Holzdecke überspannt. Der Altar (1739) und die Kanzel bildeten ein Ganzes. Die Orgel von 1756 war ein Werk des Königsberger Orgelbaumeisters Adam Gottlob Casparini. Sie wurde 1902 von Christian Friedrich Voelkner aus Dünnow (heute polnisch Duninowo) in Pommern umgestaltet. Die Glocken waren 1717 und 1736 gegossen worden.
In der Kriegs- und Nachkriegszeit wurde das Gotteshaus völlig zerstört. Die Gebäudereste sprengte das Militär in den 1970er und 1980er Jahren, um Ziegelsteine als Baumaterial zu gewinnen.
Heute stehen nur noch Reste der Turmruine mit noch aus der Ordenszeit stammenden Unterbau samt profiliertem Westportal, ebenso Reste der Kirchenwand.
Der Taufstein der Kirche wurde zunächst im privaten Valentin-Museum in Pogranitschny (Hermsdorf) aufbewahrt. Dort war er allerdings im Jahre 2009 nicht mehr vorhanden.
Ein handgearbeitetes Modell der Kirche, das Gerhard Knispel 1993/94 aus rund 90.000 Streichhölzern angefertigt hat, steht im Kreisarchiv der Kreisgemeinschaft Heiligenbeil in Burgdorf (Region Hannover) in Niedersachsen.

##### Kirchengemeinde
Zinten war schon in vorreformatorischer Zeit Kirchdorf und Pfarrsitz eines Kirchspiels. Bis 1945 gehörten die damals 5840 Gemeindeglieder zum Kirchenkreis Heiligenbeil (heute russisch: Mamonowo) in der Kirchenprovinz Ostpreußen der evangelischen Kirche der Altpreußischen Union. 

##### Kirchspielorte
43 Ortschaften gehörten zum Kirchspiel Zinten (* = Schulort), in dem zwei Pfarrer tätig waren:
- Albenlauk
- Alt Legden
- Amalienwalde
- Bomben (russisch:
 Alexandrowskoje)
- Bombitten* (Ochotnoje)
- Bükühnen
- Dösen* (Skworzowo)
- Domlitten
- Dothen (Donskoje)
- Düsterwalde
- Ernstfelde
- Gedau (Donskoje)
- Grünlinde
- Jäcknitz (Usornoje)
- Kelmkeim
- Klaussitten (Mitschurino)
- Klein Klingbeck
- Königlich Pohren/Köllmisch Pohren
- Korschellen (Mitschurino)
- Kukehnen (Ladoschskoje)
- Kumgarben
- Kupgallen
- Kuyschen, 1938: Kuschen
- Langendorf
- Lemkühnen
- Maggen
- Maraunen* (Michailowskoje)
- Nausseden
- Nemritten*
- Neu Legden
- Nonnenhausen
 (Michailowskoje)
- Ober Ecker (Poretschje)
- Otten
- Palmkrug*
- Plössen* (Priwolnoje)
mit Hermannsgut
- Pohren (Rasdolnoje)
- Preußisch Wäldchen
- Riemswalde
- Robitten (Alexandrowskoje)
- Rosen
- Schwengels (Donskoje)
- Sperwienen
- Unter Ecker (Poretschje)
- Wesselshöfen* (Puschkino)
- Worwegen
- Woyditten*
- Zinten* (Kornewo), mit Heiligenhof und Rudolfshammer

##### Pfarrer
Von der Reformation bis zur Vertreibung im Jahre 1945 amtierten in Zinten als evangelische Geistliche:
- Gregorius Kempe, ab 1524
- Valentin Hayn, bis 1535
- George Baumgart, 1535–1549
- Valentin Schulz, 1550–1596
- Martin Schmulck, bis 1568
- Marcus Schwilling, 1568–1572
- Jacob Grening, 1590–1627
- Martin Forqver, 1598–1600
- Simon Kranich, 1600–1613
- Friedrich Martini, 1613
- George Kretschmer, 1614–1640
- Stephan Cimdarsus, 1627–1641
- Daniel Putzius, 1640–1656
- Daniel Martini, 1641–1662
- Johann Caspar Sack, 1656–1680
- August Mauritius, 1662–1685
- Andreas Meier, 1681–1735
- Georg Friedrich Möser, 1686–1700
- Gottfried Zahn, 1700–1740
- Andreas Theodor Meier, 1718–1762
- Gottlieb Richter, 1740–1755
- Carl Friedrich Burow, 1755–1794
- Andreas Gotthard Meier, 1762–1803
- Ernst August Friesen, 1769–1774
- Carl Friedrich Holstein, 1775–1815
- Ernst Christ. Wohlfromm, 1804–1826
- Christian Leopold Stuber, 1815–1828
- Wilhelm Eduard Reichel, 1826–1860
- Friedrich Wilhelm Rauschke, 1829–1839
- Wilhelm Otto Glogau, 1830–1832
- Leopold Eduard Grohnert, 1832–1834
- Julius Otto Steinwender, 1834–1844
- Julius Carl W. Lube, 1840–1846
- Johann Friedrich Schröder, 1847–1853
- August Moritz Hitzigrath, 1850–1853[A 5]
- Karl Nietzki, 1854–1884[A 5]
- Arthur Erasmus, 1879–1881
- Heinrich Max A. Buttgereit, 1881–1883
- Oskar Paul Rahn, 1884
- Friedrich Emil Wilhelm Kühn, 1884–1897
- Paul Ostermeier, 1884–1886
- Arthur Georg Hempler, 1887–1922
- Leopold Krösle, 1897
- Rudolf Rousselle, 1898–1923[12]
- Leo Grunau, 1922–1934
- Rudolf Erich Sack, 1923–1926
- Gottfried H.J. Podlech, 1927–1932
- Kurt von Grot, 1932–1945
- Heinz Gerstmann, 1934–1945

### Judentum
Jüdische Ansässigkeit ist für Zinten erstmals 1810 nachweisbar. Im Jahre 1820 lebten etwa 70 Menschen jüdischen Glaubens in der Stadt, 1858 waren es 58 und 1890 belief sich ihre Zahl auf 55.
In den 1920er Jahren zählte die jüdische Gemeinde Zinten etwa 80 Mitglieder. Sie stammten auch aus den umliegenden Orten wie Frauenburg (heute polnisch Frombork) und Eisenberg (Żelazna Góra) sowie Heiligenbeil (heute russisch Mamonowo), Bladiau (Pjatidoroschnoje) und Lank (Iljitschowka). Mitte der 1930er Jahre löste sich die Gemeinde auf. Das Synagogengebäude wurde 1937 verkauft.
Zwei Söhne des Kantors Jonas Galliner wurden in 1872 bzw. 1875 in Zinten geboren und wurden Rabbiner: Julius Galliner war in Berlin tätig und emigrierte 1939 nach Großbritannien, während Siegfried Galliner sein Amt in Gelsenkirchen ausübte, um dann 1939 ebenfalls nach Großbritannien ins Exil zu gehen.

## Bürgermeister
- 1931–1934: Karl Ruprecht[14]

## Verkehr

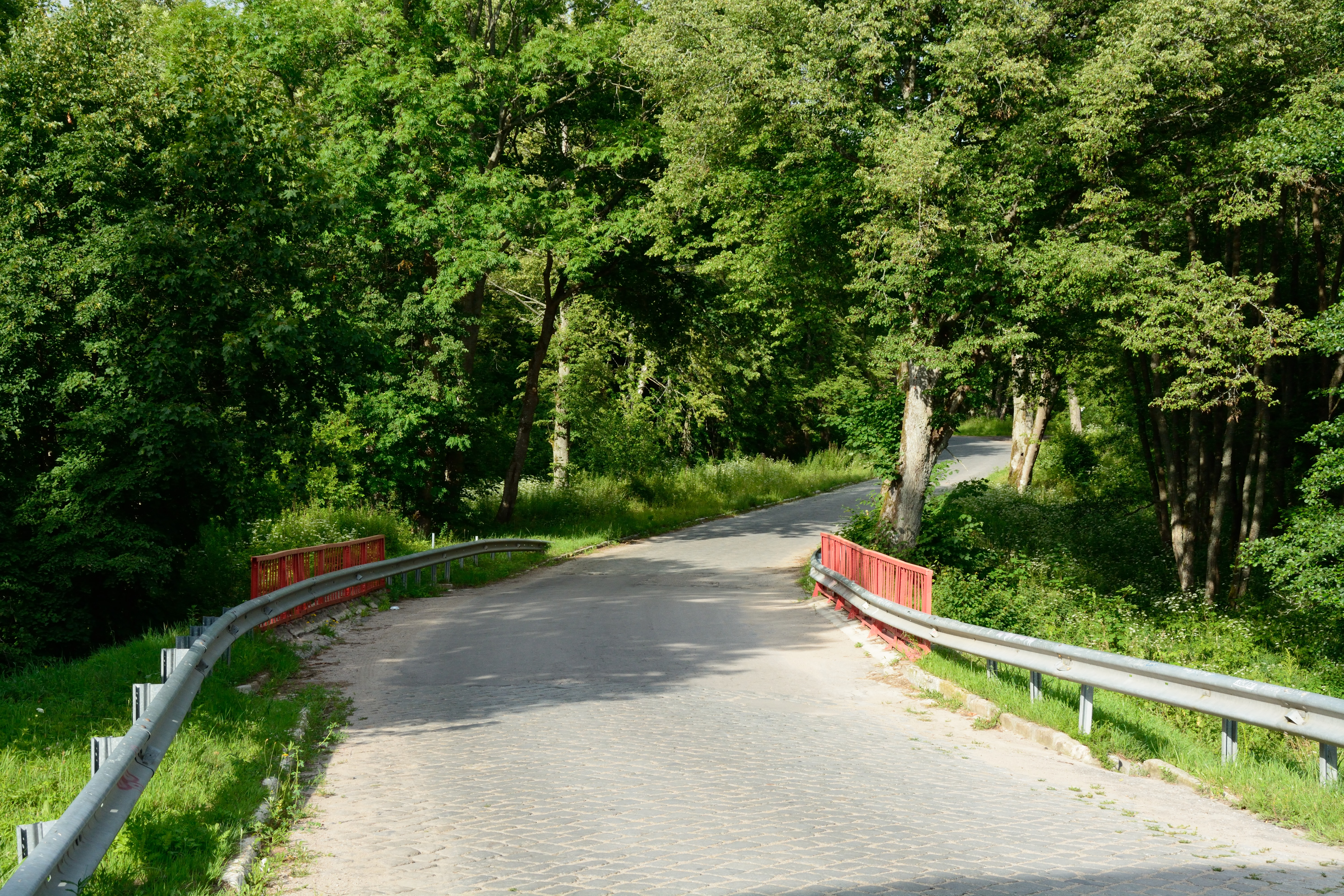
Landstraße bei Kornewo

### Straßen
Durch Zinten verlief bis 1945 die deutsche Reichsstraße 126, die von Alt Christburg (heute polnisch Stary Dzierzgoń) über Mohrungen (Morąg) und Mehlsack (Pieniężno) bis nach Königsberg (Preußen) (russisch Kaliningrad) und weiter über Labiau (Polessk) bis nach Groß Skaisgirren (1938 bis 1946 Kreuzingen, russisch Bolschakowo) führte.
Nebenstraßen verbanden die Stadt im Westen mit Heiligenbeil (Mamonowo), im Nordwesten mit Ludwigsort (Laduschkin) sowie im Osten mit Preußisch Eylau (Bagrationowsk).
Heute ist Kornewo durch die Grenzziehung von der Südregion abgeschnitten. Diverse Nebenstraßen verbinden die Stadt mit dem Umland:
- im Westen mit Pogranitschny (Hermsdorf)
- im Nordwesten die Straße 27K-109 mit Laduschkin (Ludwigsort)
- im Norden die Straße 27A-089 mit Medowoje (Tykrgigehnen/Sollnicken) und Swetloje (Kobbelbude)
- im Osten mit Pogranitschnoje (Hussehnen) und Dolgorukowo (Domtau/Stablack) bis Bagrationowsk (Preußisch Eylau)
- im Süden die Straße 27K-287 mit der russisch-polnischen Staatsgrenze bei der Ortsstelle Kupgallen.

### Schienen
Zinten wurde mit dem Aufkommen der Eisenbahn ein Bahn-Knotenpunkt. Der erste Eisenbahnzug auf der Bahnstrecke Königsberg–Allenstein hielt am 1. Juli 1885 am Bahnhof Zinten. Am 15. September 1898 nahm die zweite Linie ihren Dienst auf: die Bahnstrecke Königsberg–Heilsberg. Im Jahre 1938 folgte die Bahnstrecke Heiligenbeil–Preußisch Eylau, die im letzten Abschnitt vornehmlich militärischen Zwecken diente.
Alle drei Strecken werden heute nicht mehr befahren. Größtenteils sind die Bahnanlagen demontiert.

## Söhne und Töchter des Ortes
- Johannes Walteri von Sinten († 1397), Erzbischof von Riga, Titularpatriarch von Alexandria
- Valentin Thilo der Ältere (1579–1620), lutherischer Theologe und Kirchenlieddichter
- Heinrich Hitzigrath (1855–1925), Realschuldirektor in Hamburg
- Albertine Assor (1863–1953), Gründerin des baptistischen Albertinen-Diakoniewerkes Hamburg
- Siegfried Galliner (1875–1960), deutscher Rabbiner
- Emil Wölk (1903–1944), Motorenschlosser, kommunistischer Widerstandskämpfer gegen den Nationalsozialismus[2]